# Banat von Severin

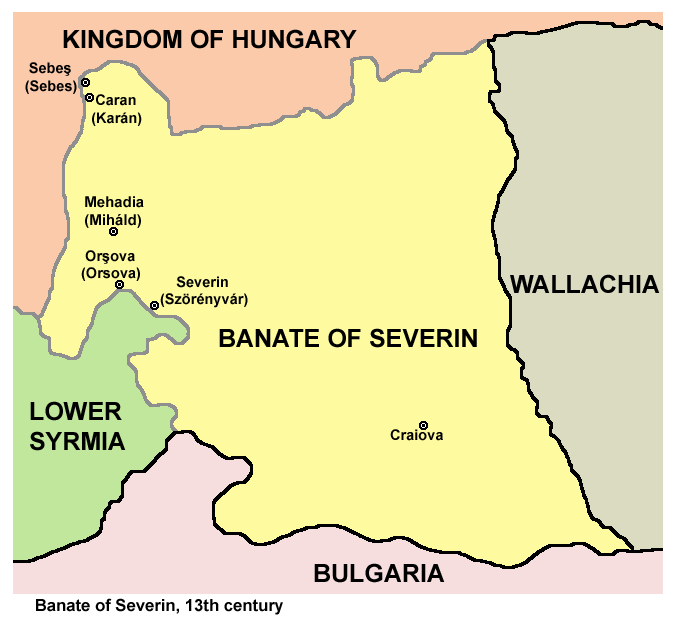
Karte des Banats von Severin

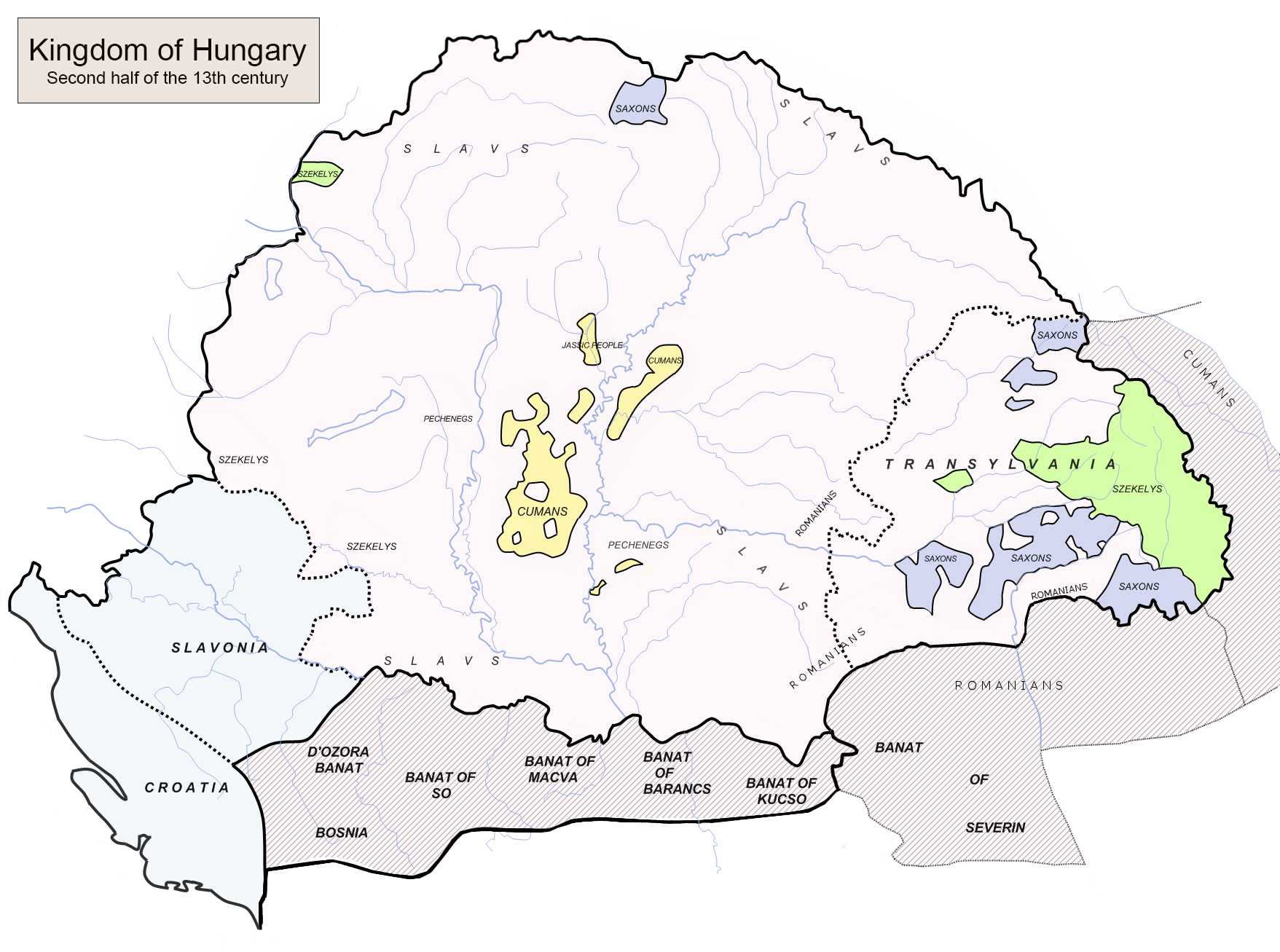
Das Banat von Severin im Königreich Ungarn (13. Jahrhundert)

Das Banat von Severin oder Banat von Szörény (ungarisch Szörényi bánság; rumänisch Banatul Severinului; lateinisch Banatus Zewrinensis; bulgarisch Северинско банство, Severinsko banstvo; serbisch-kyrillisch Северинска бановина, Severinska banovina) war eine ungarische politische, militärische und administrative Einheit, die im mittelalterlichen Königreich Ungarn eine besondere Rolle im zunächst antibulgarischen, später antiosmanischen Verteidigungssystem spielte. Sie wurde von Béla IV. im Jahr 1228 gegründet.

## Toponym
Das Banat von Severin ist nach seiner ehemaligen Hauptstadt Severin benannt, die ihren Namen wiederum von drei möglichen Ursprüngen ableitet:
- ein lateinischer Ursprung, der mit dem Kaiser Septimius Severus in Verbindung gebracht wird;[1]
- ein serbisch-bulgarischer Ursprung, der sich von den Wörtern severen oder severnii (северен oder северный): „aus dem Norden“ herleitet;[1]
- ein religiöser Ursprung, der mit dem Heiligen Severin von Noricum zusammenhängt, der im Mittelalter der Beschützer der lateinischen Kirche der Stadt war, die von katholischen Missionaren gegründet wurde.[1]

## Gebiet
Das Banat von Severin war eine Mark (oder eine Grenzprovinz) des mittelalterlichen Königreichs Ungarn zwischen der unteren Donau und dem Fluss Olt (im heutigen Oltenien in Rumänien). In einer Schenkungsurkunde, die am 2. Juni 1247 an die Johanniterritter ausgestellt wurde, wird der Olt als seine östliche Grenze genannt. Die Ritter erhielten das „Land von Severin“ (Terra de Zeurino) mit den nahe gelegenen Bergen von Béla IV. von Ungarn. Der König hatte dieselbe Region in einem Brief an Papst Gregor IX. vom 7. Juni 1238 als „wüstes und entvölkertes“ Land bezeichnet. Moderne Gelehrte gehen davon aus, dass entweder die ungarische Eroberung des Gebiets oder die Auseinandersetzungen zwischen Bulgarien und Ungarn die lokale Bevölkerung zur Flucht gezwungen hatten. Laut dem Historiker László Makkai begann die Bevölkerung Ende der 1230er Jahre wieder zuzunehmen, da Béla den Papst um die Ernennung eines Bischofs für Severin bat.
In der Verleihungsurkunde von 1247 wird auch erwähnt, dass „Cumania“ im Osten an das Land von Severin grenzt. In derselben Urkunde werden zwei politische Einheiten der Walachei aufgeführt, die bei dieser Gelegenheit den Johannitern unterstellt wurden, nämlich die Gebiete von Johannes und Farcaș. Ein dritter kenezatus, der vom Woiwoden Litovoi regiert wurde, ist in der Schenkung nicht enthalten. Alexandru Madgearu erklärt, das Diplom zeige, dass der kenezatus von Litovoi im Norden an das Land Severin grenzte, so dass das Banat in der Mitte des 13. Jahrhunderts nur das südliche Oltenia umfasst haben muss.
Die Bane hatten ihren Sitz zunächst in der Festung von Szörény (heute Drobeta-Turnu Severin). Nach dem Verlust von Szörény im späten 13. Jahrhundert war die Festung von Miháld (heute Mehadia) das Zentrum der Provinz. Zum Banat gehörten neben Miháld auch Orsova (heute Orșova) und die rumänischen Bezirke entlang des Oberlaufs des Temes (Timiș).

## Geschichte
Kalojan von Bulgarien besetzte die Region zwischen den Flüssen Cerna und Olt um 1199. Zu Beginn des 13. Jahrhunderts dehnte sich auch das Königreich Ungarn über die Karpaten nach Süden aus, was zu Konflikten zwischen den beiden Ländern führte. Die kumanischen Stämme, die östlich des Olt bis zum Fluss Sereth wohnten, erklärten sich Anfang 1227 bereit, einen jährlichen Tribut an die ungarischen Könige zu zahlen. Die Ungarn eroberten die bulgarische Festung Severin im Jahr 1231.
Im Jahr 1330 wurde das Banat  von Basarab I. erobert; der größte Teil des Banats blieb in den folgenden Jahrhunderten unter der Gerichtsbarkeit der Walachei.
Nach der Schlacht von Mohács 1526 wurde das Banat von Severin geteilt. Der südöstliche Teil (östlich von Varcsaró – Vârciorova, heute Teil von Bolvașnița) kam unter die Jurisdiktion der walachischen Fürsten und im nordwestlichen Teil (westlich von Orsova – dem heutigen Orșova – einschließlich) wurde allmählich das Banat von Lugos und Karánsebes reorganisiert.

## Bane von Severin

### 13. Jahrhundert
| Phase     | Ban                       | König         |
| --------- | ------------------------- | ------------- |
| 1226–1232 | Buzád Hahót               | Andreas II.   |
| 1233      | Lucas                     | Andreas II.   |
| 1235      | Pous Csák                 | Béla IV.      |
| 1240      | Osl Osl                   | Béla IV.      |
| 1243      | Stephen Csák              | Béla IV.      |
| 1260      | Lorenz, Sohn von Kemény   | Béla IV.      |
| 1262      | Stephan                   | Béla IV.      |
| 1263      | Lorenz                    | Stephan V.    |
| 1268      | Alexander, Sohn von Drugh | Stephan V.    |
| 1268      | Ugrin Csák                | Stephan V.    |
| 1270      | Lorenz, Sohn von Kemény   | Stephan V.    |
| 1270      | Panyit Miskolc            | Stephen V.    |
| 1271–1272 | Lorenz, Sohn von Kemény   | Stephan V.    |
| 1272      | Albert Ákos               | Stephan V.    |
| 1272–1274 | Paul Gutkeled             | Ladislaus IV. |
| 1274–1275 | Ugrin Csák                | Ladislaus IV. |
| 1275      | Paul Gutkeled             | Ladislaus IV. |
| 1275–1276 | Mikod Kökényesradnót      | Ladislaus IV. |
| 1276      | Ugrin Csák                | Ladislaus IV. |
| 1277–1278 | Paul Gutkeled (?)         | Ladislaus IV. |
| 1279      | Lorenz, Sohn von Lorenz   | Ladislaus IV. |
| 1291      | Lorenz, Sohn von Lorenz   | Andreas III.  |

### 14. Jahrhundert
| Phase     | Ban             | König              |
| --------- | --------------- | ------------------ |
| 1335–1341 | Denis Szécsi    | Karl I.            |
| 1342–1349 | Stephan Losonci | Karl I., Ludwig I. |
| 1350–1355 | Nicholas Szécsi | Ludwig I.          |
| 1355–1359 | Denis Lackfi    | Ludwig I.          |
| 1359–1379 | vakant          |                    |
| 1375–1376 | John Treutel    | Ludwig I.          |
| 1376–1387 | vakant          |                    |